# Yon Tumarkin

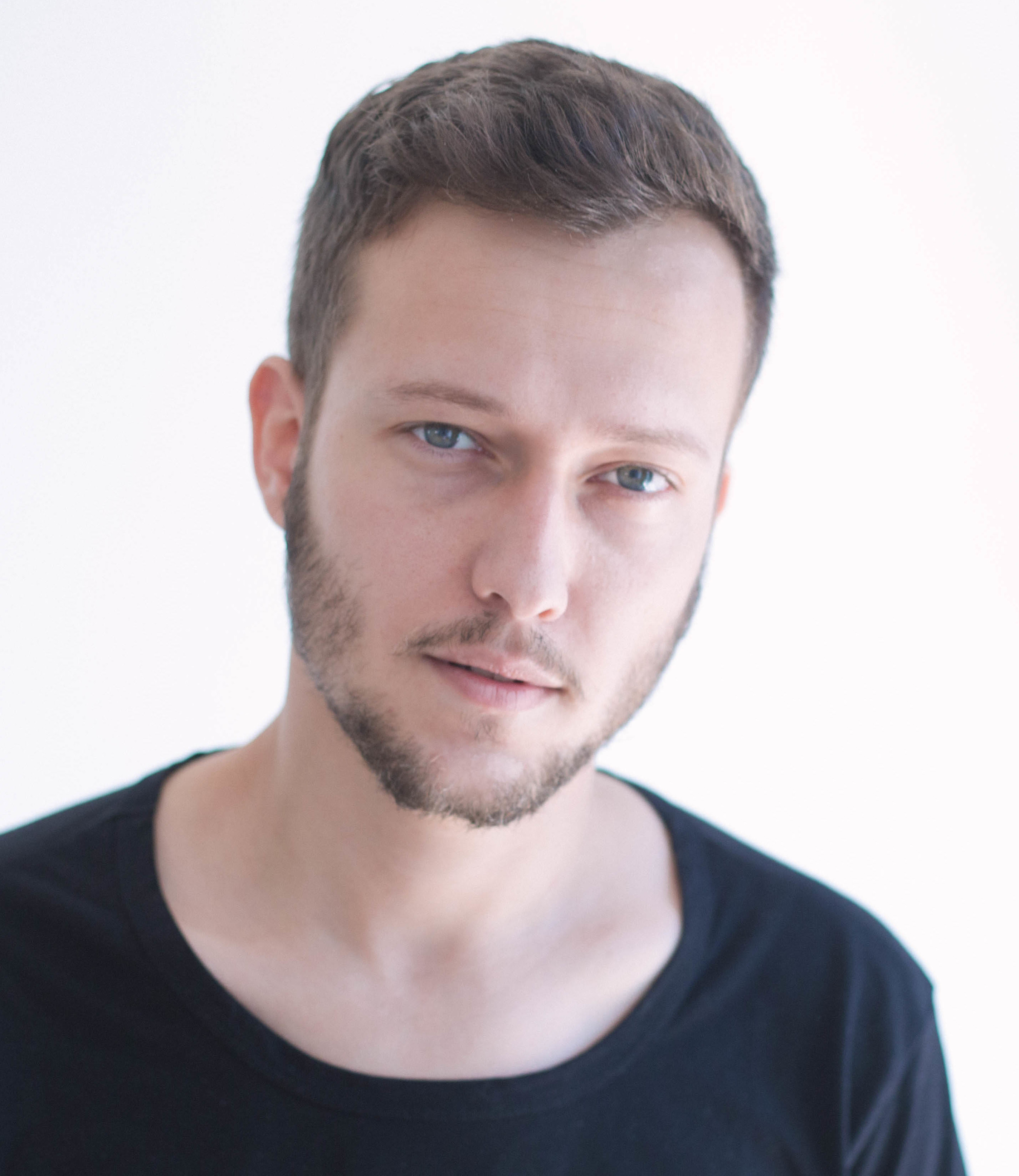
Yon Tumarkin, 2017

Yon Tumarkin (hebräisch יוֹן תּוּמַרְקִין Jōn Tūmarqīn; * 22. Juli 1989 in Jaffa, Israel) ist ein israelischer Schauspieler.

## Kindheit und Ausbildung
Tumarkin wurde 1989 in Jaffa, südwestlicher Stadtteil Tel Aviv-Jaffas, geboren. Sein Vater ist der israelische Künstler Jiggaʾel Tumarkin, sein Großvater der deutsche Schauspieler und Regisseur Martin Hellberg. Bis zu seinem 13. Lebensjahr lebte Tumarkin mit seinen Eltern in Jaffa. Dann ließen sich seine Eltern 2002 scheiden und Tumarkin zog gemeinsam mit seiner Mutter Naʿama Tumarkin ins Zentrum Tel Aviv. Dort besuchte er die ʿIroni Alef School of Arts mit dem Schwerpunkt Kino, die er erfolgreich abschloss.

## Karriere
Bereits im Kindesalter trat Tumarkin in unterschiedlichen Werbespots auf. Den ersten Werbespot drehte er für Agfa. Seine erste Rolle in einem Film (Shisha Million Rasisim) hatte Tumarkin bereits im Alter von 12 Jahren. Es folgte die Hauptrolle des Ido Klein in der Fernsehserie Napoleon Hills Kids.
Am 18. August 2008 ging er zur israelischen Armee. Während dieser Zeit nahm er eine Pause von der Schauspielerei.
International bekannt wurde Tumarkin durch seine Darstellung des Vampirs Leo in der israelischen Fernsehserie Split. Diese Fernsehserie wurde in mehr als 60 verschiedene Länder verkauft. Von 2009 bis 2012 wurde Turmarkin von den Zuschauern des Kinderkanals vier Mal in Folge zum besten Schauspieler des Jahres gewählt.
2011 wurde Yon Tumarkin endgültig von der israelischen Armee freigestellt.
2012 bekam Tumarkin die Hauptrolle im preisgekrönten Film Rock the Casbah. In Deutschland wurde der Film 2013 auf den Internationalen Filmfestspielen in Berlin sowie in einigen Kinos gezeigt. Seit 2014 spielt Yon Tumarkin eine Hauptrolle in der Fernsehserie The Nerd Club. Im Jahr 2015 war er gemeinsam mit Yaʿel Grobglas im Horrorfilm JeruZalem zu sehen. 2018 spielte er den Graphik Designer Reʾuben in einer Folge der britischen Krimiserie McMafia.
Im Deutschen wird Yon Tumarkin von Louis Friedemann Thiele gesprochen.

## Privatleben
Während der Dreharbeiten zu Split lernte Yon Tumarkin seine spätere Freundin Amit Farkash kennen. Da die Darsteller auch das Hauptpaar in der Serie verkörperten, war diese Beziehung in den Medien sehr präsent. Jedoch trennte sich das Paar im Jahr 2012. Danach führte Yon Tumarkin zwei Jahre eine Beziehung mit dem Model Alexa Tamari. 2014 trennte sich das Paar.

## Filmografie
- 2001: Shisha Million Rasisim
- 2001–03: Napoleon Hills Kids (Fernsehserie, 33 Folgen)
- 2007–09: HaʾI (‚Die Insel‘, Fernsehserie, 76 Folgen)
- 2008: Chasufim (Fernsehserie, 1 Folge)
- 2009–11: Split (Fernsehserie, 145 Folgen)
- 2010: 2048
- 2011: Simaney Scheʾelah (Fernsehserie)
- 2012: Rock the Casbah
- 2013: Sassi Keshet Never Eats Falafel (Kurzfilm)
- 2013: Bitter Lemon (Kurzfilm)
- 2013–2014: Ha-Borer (Fernsehserie, 8 Folgen)
- 2014: The Nerd Club (Fernsehserie)
- 2015: JeruZalem
- 2016: Sussey Pere
- 2017: 29 (Kurzfilm)
- 2017: Moʿadon haChnunim: haSeret
- 2018: McMafia (Fernsehserie, 1 Folge)